# Střemošická stráň
Střemošická stráň je přírodní rezervace východně od města Luže v okrese Chrudim v Pardubickém kraji. Spravuje ji Krajský úřad Pardubického kraje. Předmětem ochrany je zachování přirozených lesních a lesostepních společenstev na opukových stráních s dubohabrovým porostem a přilehlými lemy bohatými výskytem chráněných a ohrožených druhů rostlin vstavač májový (Dactylorhiza majalis), vstavač nachový (Orchis purpurea), střevíčník pantoflíček (Cypripedium calceolus), prvosenka jarní (Primula veris), medovník meduňkolistý (Melittis melissophyllum), okrotice bílá (Cephalanthera damasonium), orlíček planý (Aquilegia vulgaris) aj.. Tato společenstva dále doplňují stepní druhy hmyzu a drobného ptactva.
Během vertebratologického výzkumu v průběhu let 1992 a 1993, který čítal 21 exkurzí na území rezervace, byl zaznamenán výskyt tří druhů obojživelníků, tří druhů plazů, 84 druhů ptáků (u 55 z nich se předpokládá hnízdění) a 17 druhů savců.